# Bellegarde-en-Marche
Bellegarde-en-Marche is een gemeente in het Franse departement Creuse (regio Nouvelle-Aquitaine) en telt 425 inwoners (1999). De plaats maakt deel uit van het arrondissement Aubusson.

## Geografie
De oppervlakte van Bellegarde-en-Marche bedraagt 3,1 km², de bevolkingsdichtheid is 137,1 inwoners per km².
De onderstaande kaart toont de ligging van Bellegarde-en-Marche met de belangrijkste infrastructuur en aangrenzende gemeenten.

## Demografie
Onderstaande figuur toont het verloop van het inwonertal (bron: INSEE-tellingen).